# Tristramella sacra
Tristramella sacra là một loài cá thuộc họ Cichlidae. Nó là loài đặc hữu của Lake Kinneret (Tiberias). Môi trường sống tự nhiên của chúng là hồ nước ngọt. The species has not been recorded since the 1990's and is suspected to be extinct.

## Hình ảnh

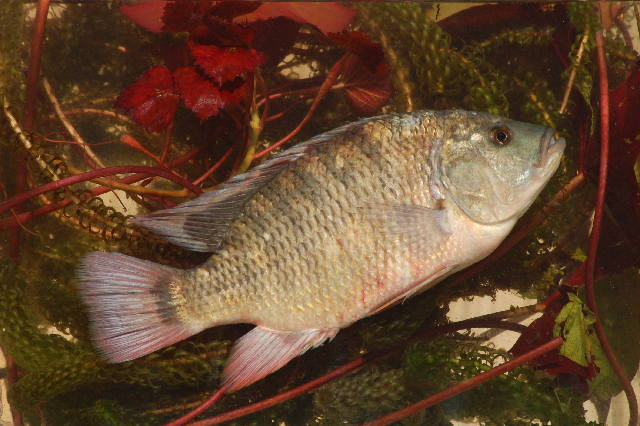
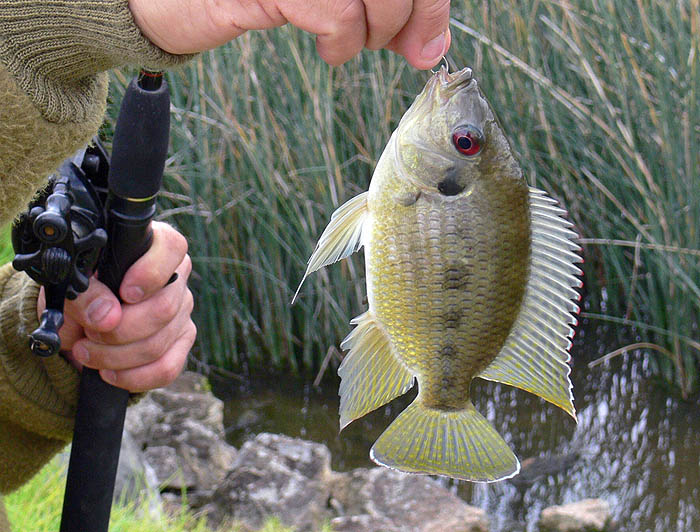
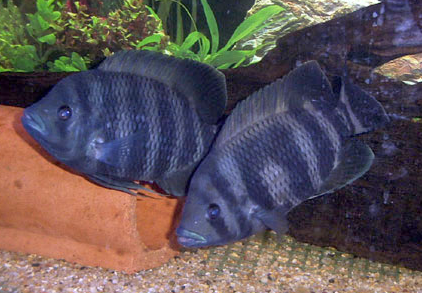